# 麥克唐納角 (希拉里海岸)
79°52′S 160°20′E / 79.867°S 160.333°E
麥克唐納角（英語：MacDonald Point），是南極洲的海岬，位於希拉里海岸，處於達爾文冰川終點南岸，美國地質調查局根據測量和美國海軍拍攝的空中照片繪入地圖，現時由南極條約體系管理。